# Elaphoglossum peltatum
Elaphoglossum peltatum är en träjonväxtart som först beskrevs av Olof Peter Swartz, och fick sitt nu gällande namn av Ignatz Urban. Elaphoglossum peltatum ingår i släktet Elaphoglossum och familjen Dryopteridaceae.

## Underarter
Arten delas in i följande underarter:
- E. p. flabellatum
- E. p. potentillifolium
- E. p. standleyi